# Hüttschenthal
Die Einzelsiedlung Hüttschenthal liegt an der L515 zwischen den Oberharzer Bergstädten Lautenthal und Wildemann. Sie gehört zu Lautenthal, einem Ortsteil der im niedersächsischen Landkreis Goslar gelegenen Stadt Langelsheim.

## Geschichte
Die Siedlung besteht aus einem ehemaligen Industriebetrieb. Dazu gehören verschiedene Hallen- und Schuppenbauwerke, ein ehemaliges Bürogebäude und ein Mehrfamilienhaus zur Unterbringung von Mitarbeitern. Markant ist ein aus Ziegelstein gemauerter Schornstein. Ende des 19. Jahrhunderts wurde hier ein Kurhaus betrieben. Mitte des 20. Jahrhunderts wurde das Areal als Sägewerk genutzt; in den 1960er Jahren befand sich auf dem Gelände die Kaminfabrik Henniges & Holzheuer. Seit den 1980er Jahren findet keine gewerbliche Nutzung der Bauwerke mehr statt, lediglich die Wohnhäuser werden noch genutzt.
In den 1990er Jahren war das Hüttschenthal mit seiner Halle und dem Außengelände Schauplatz zahlreicher Tanzveranstaltungen der damals noch jungen Goa-Szene. Es war für viele Harzer ein wichtiger Treffpunkt in Sachen elektronischer Musik und weit über die Region hinaus bekannt.